# Hội chứng sợ phụ nữ
Hội chứng sợ phụ nữ (Tiếng Anh: Gynophobia hay gynephobia) là một hội chứng sợ bất thường về phụ nữ, và là một dạng của hội chứng sợ xã hội.  Trong quá khứ, từ tiếng Latin là horror feminae (người đàn bà kinh dị) được dùng.
Hội chứng sợ phụ nữ không phải là kỳ thị nữ giới mặc dù một số người sử dụng cụm từ này để ám chỉ quan hệ xã hội, chứ không phải là một khía cạnh thái độ tiêu cực đối với phụ nữ. Trong nhiều trường hợp, khái niệm gynophobia (hội chứng sợ phụ nữ) và misogyny (kỳ thị nữ giới) được sử dụng thay thế cho nhau. Misogyny được định nghĩa là "sự căm ghét, khinh miệt hoặc có thành kiến đối với phụ nữ hoặc trẻ em gái". Trong khi một số người xem hai thuật ngữ này là tương đồng nhau, thì những người khác lại đưa ra lý giải rằng chính nỗi sợ hãi phụ nữ gây ra sự thù hận, khinh miệt và định kiến đối với phụ nữ.
Từ trái nghĩa của kỳ thị nữ giới là philogyny, có nghĩa là tình yêu, tôn trọng và ca ngợi đối với phụ nữ.
Cụm từ này tương tự với hội chứng sợ nam giới, hội chứng sợ bất thường đối với nam giới.

## Từ ngữ học
Từ gynophobia đến từ tiếng Hy Lạp γυνή - gunē, có nghĩa là "phụ nữ" và  φόβος - phobos, "nỗi sợ".
Từ chi tiết hơn của từ "gynophobia" là feminophobia,

## Quan điểm và nguyên nhân
Hội chứng sợ phụ nữ từng bị cho là sẽ dẫn đến tình trạng đồng tính luyến ái được dẫn trong một tác phẩm năm 1896 là Studies in the Psychology of Sex của Havelock Ellis
Hội chứng sợ phụ nữ được cho là bắt nguồn từ những trải nghiệm đau thương mà một người đã trải qua với một số người phụ nữ nhất định. Các trường hợp có thể kể đến như: một người mẹ lạm dụng hoặc bỏ bê con cái, đã từng trải qua tình trạng bị lạm dụng về cảm xúc, thể chất hoặc tình dục bởi một người phụ nữ ở tuổi dậy thì hoặc thường xuyên bị từ chối bởi phụ nữ.